# Разорьонов Ігор Анатолійович
Ігор Анатóлійович Разорьóнов (25 березня 1970, м. Лиман (на той час — Красний Лиман)) — український важкоатлет, призер Олімпійських ігор, заслужений майстер спорту України.
Ігор Разорьонов тренувався в спортивному товаристві «Колос» в Одесі.
24 серпня 2004 року Ігор посів третє місце у ваговій категорії до 105 кг на Олімпіаді в Афінах. Однак 29 серпня Ференц Дюркович (Угорщина), що посів друге місце, був дискваліфікований за вживання допінгу згідно з рішенням виконавчого комітету МОК. Таким чином Ігорю Разорьонову дісталася срібна медаль.
Крім олімпійського успіху, Ігор Разорьонов був чемпіоном світу в 1995 та 1998 році та чемпіоном Європи в 2003 році,